# صغبين

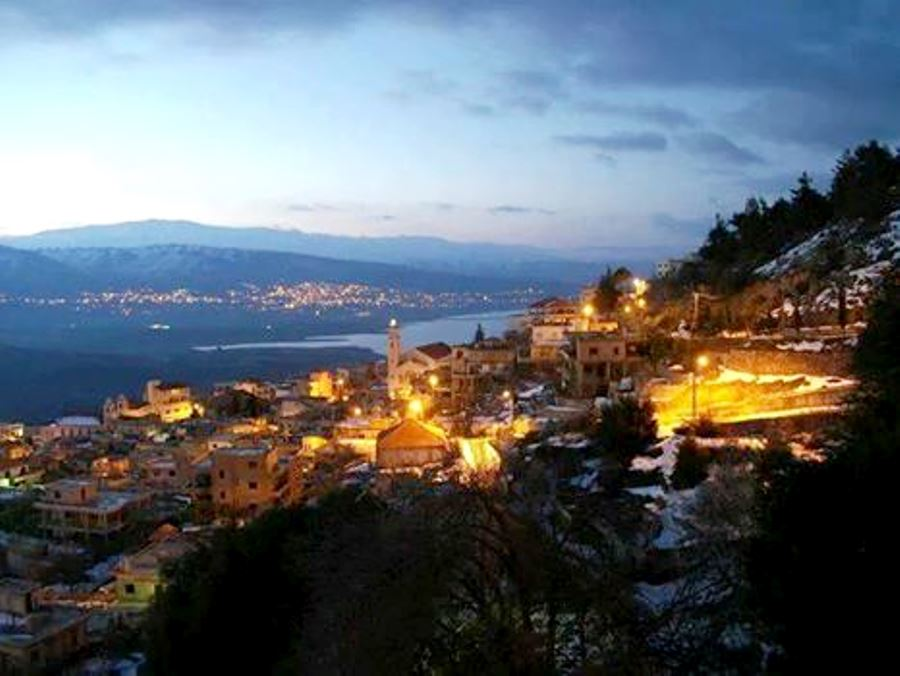
Image Courtesy of Eng. Naim Joubran.

صغبين، إحدى بلدات البقاع الغربي في لبنان. تقع على مسافة 73 كلم من بيروت وعلى ارتفاع 1100 متر عن سطح البحر، يحيط بها من ناحية الجنوب مدينة باب مارع، ومن الشمال عين زبدة، ومن الغرب مرستي ومن الشرق نهر الليطاني.
مساحتها نحو 20 كلم مربعاً. تقسمها الساحة إلى قسمَين: صغبين الفوقا وصغبين التحتا.
```
تحديدها في البقاع الغربي يعود لا لوجودها غربي البقاع بل لان الهواء الغربي ينسم عليها بين شهر حزيران ونصف شهر آب، فيجعل فيها جواً ناعماً يختلف عن داخل السهل الصحراوي. وقد انكسرت فيها حدة الجفاف وتلطف الجو وأصبح أكثر طراوة منذ إنشاء 
بحيرة القرعون
.
```

## عن صغبين

### تاريخيا
هناك عدة تفسيرات لاسم صغبين
- الأول: هو آرامي ومعناه السغاب وقد وجدت فيها بقايا اثرية من آبار ومعاصر.
- الثاني: إلى وجود عشيرة صغب فيها، ما يعنى به العطش إلى الحياة والطموح.
- الثالث: ذكر في مستند تاريخي أن أحد ولاه حاصبيا كان قد اقترض مبلغ من المال من علي جنبلاط لشراء منطقة عقارية فحمل هذا المال وسافر إلى إسطنبول. وبعدما نال منطقة واسعة تمتد من سوريا انذاك إلى فلسطين، شاء ان يعوض علي جنبلاط قرضه، فاهداه منطقة البقاع الغربي حتى تلال جزين. وصغبين التي أصبحت في ما بعد نقطة انتشار وتجمع للرعايا التي هاجرت من حوران ومن مدن أخرى كون تلاصق حدود هذه البلدات فيها.

### اقتصاديا
يعتمد اقتصادها بشكل أساسي على الزراعة، وقد شهد القطاع الزراعي تطور ملموس، خاصة بعدما قام المشروع الأخضر بشق طرق زراعية سمحت باستخدام الآلات الحديثة لحراثة الأراضي. ومن منتاجتها الأساسية الحبوب والخضر والكرمة والتفاح.

### تربويا واجتماعيا
تتميز صغبين بنسبة عالية من تسجيل الأولاد في المدارس وأن سكانها ينتمون إلى مجتمع مثقف متوازن. وقد حافظت البلدة على تقاليدها القروية وعلى نشاطاطها الاجتماعية والإنسانية والتجارية وساهم في تطويرها نادي صغبين الذي أسس بعام 1961 وجمعية مواسم صغبين المؤسس في 1965 التي تقيم معرضا سنويا لمنتجات البلدة الصناعية والحرفية والزراعية الغذائية كالعسل والنبيذ والخل ومونة الحبوب. كما أن جمعية السيدة الخيرية المنشأة في 1981 تحتفل كل عام بعيد قروي للسيدة فتحول هذا العيد إلى مهرجانا وطنيا للمدينة.